# Vidas cruzadas (película de 1942)
Vidas cruzadas es una película española de drama estrenada en 1942, dirigida por Luis Marquina y protagonizada en los papeles principales por Ana Mariscal, Enrique Guitart y Luis Peña.
Se trata de una adaptación cinematográfica de la obra de teatro homónima escrita por Jacinto Benavente y estrenada en 1929.

## Sinopsis
Manolo, un joven aristócrata arruinado por su afición al juego y acuciado por sus deudas, es amigo de Enrique, un millonario que pretende a su hermana Eugenia, una joven apreciada en la alta sociedad. Debido a la precaria situación de su hermano, la chica vive con unos parientes y, a pesar de estar enamorada de Enrique, lo rechaza continuamente debido a su estúpido orgullo aristocrático.

## Reparto
- Ana Mariscal ... Eugenia
- Enrique Guitart ... Enrique
- Luis Peña	...	Manolo
- Isabel de Pomés ... Guillermina
- Enrique Mejuto ... Isidoro
- Félix de Pomés ... Ricardo
- Nicolás Perchicot ... Mayordomo
- Julia Pachelo	...	Casilda